# Jack Clayton
Jack Clayton (Brighton, 1 de marzo de 1921 - Berkshire, 26 de febrero de 1995) fue un director cinematográfico inglés, que se especializó en llevar al cine obras literarias.

## Trayectoria
Clayton nació en Brighton, East Sussex, y empezó su carrera como actor infantil en 1929, con el filme Dark Red Roses. Más tarde trabajó para los estudios de Alexander Korda en diversos puestos, llegando a ser adjunto del director.  
Cuando estaba sirviendo en la Royal Air Force en la Segunda Guerra Mundial, Clayton rodó su primer filme; era un documental sobre la reconstrucción de Nápoles, tras haber sido ésta duramente liberada: Naples is a Battlefield (1944). Tras la guerra, Clayton fue productor asociado de varias películas de Alexander Korda. 
Dirigió The Bespoke Overcoat (1956) basada en la versión teatral de Wolf Mankowitz (1953) de la famosa pieza El abrigo de Nikolai Gogol, escrita en 1842; pero se situaba en el East End del Londres de entonces, y el protagonista fantasmal era un pobre judío. 
La primera película que tuvo eco internacional fue Room at the Top (Un lugar en la cumbre, 1959), que criticaba duramente el clasismo británico a través de un joven trepador y cínico, que utilizaba sus encantos personales para medrar. Fue muy premiada. Su obra inauguró una cadena de filmes muy realistas en el mundo británico (herencia por otro lado del realismo de otros países), dando pie a la nueva era de directores airados.
Clayton continuó sus rodajes con el relato fantasmal The Innocents (Los inocentes, 1961), que era una adaptación de Otra vuelta de tuerca de Henry James. El guion era de William Archibald y Truman Capote; y destacó como actriz Deborah Kerr. Es una película reeditada en DVD y con éxito del presente. 
Dirigió además The Pumpkin Eater (1964), y enseguida Our Mother's House (1967). Más tarde, hizo una producción americana ambiciosa, al llevar al cine la famosa novela de Francis Scott Fitzgerald, The Great Gatsby (El gran Gatsby, 1974). La crítica no estuvo de su parte en este caso.
Tras una etapa silenciosa de nueve años, al fin rodó una obra de Ray Bradbury, Something Wicked This Way Comes (1983), pero tuvo problemas con la productora, los estudios Disney, que quisieron ablandar el relato. No quedó satisfecho, aunque la crítica lo apoyó esta vez. 
Fue miembro del jurado del Festival Internacional de Cine de Venecia en 1983. 
Hizo un último filme en su país: The Lonely Passion of Judith Hearne (1987), con Maggie Smith; rodó con ella luego, en 1992, un filme para televisión Memento Mori, basado en la novela de Muriel Spark, novelista con la cual escribió el guion. 
Tras separarse de joven de la actriz británica Christine Norden, estuvo casado con la actriz israelí Haya Harareet, hasta su muerte en 1995.

## Filmografía

### Director
- 1944 : Naples Is a Battlefield (corto)
- 1956 : The Bespoke Overcoat (corto)
- 1959 : Room at the Top
- 1961 : The Innocents
- 1964 : The Pumpkin Eater
- 1967 : Our Mother's House
- 1974 : The Great Gatsby
- 1983 : Something Wicked This Way Comes
- 1987 : The Lonely Passion of Judith Hearne
- 1992 : Memento Mori (telefilme)

### Productor
- 1949 : The Queen of Spades
- 1952 : Moulin Rouge
- 1953 : Beat the Devil
- 1954 : The Good Die Young
- 1955 : I Am a Camera
- 1956 : Three Men in a Boat
- 1956 : Sailor Beware
- 1956 : Dry Rot
- 1956 : Moby Dick
- 1957 : The Story of Esther Costello
- 1958 : The Whole Truth
- 1961 : The Innocents
- 1967 : Our Mother's House

## Premios y nominaciones
Premios Óscar
| Año  | Categoría      | Película              | Resultado |
| ---- | -------------- | --------------------- | --------- |
| 1960 | Mejor director | Un lugar en la cumbre | Nominado  |

Festival Internacional de Cine de Venecia
| Año  | Categoría          | Película             | Resultado |
| ---- | ------------------ | -------------------- | --------- |
| 1955 | Mejor cortometraje | The Bespoke Overcoat | Ganador   |